# Liste der Galeriegräber in Hessen
Die Liste der Galeriegräber in Hessen umfasst alle bekannten Galeriegräber auf dem Gebiet des Bundeslandes Hessen.

## Liste der Galeriegräber
- Grab: Nennt die Bezeichnung des Grabes sowie gebräuchliche Alternativbezeichnungen
- Ort: Nennt die Gemeinde und ggf. den Ortsteil, in dem sich das Grab befindet.
- Landkreis: Nennt den Landkreis, dem die Gemeinde angehört. FB: Wetteraukreis; GI: Landkreis Gießen; HEF: Landkreis Hersfeld-Rotenburg; HR: Schwalm-Eder-Kreis; KS: Landkreis Kassel; LM: Landkreis Limburg-Weilburg; MR: Landkreis Marburg-Biedenkopf
- Typ: Unterscheidung verschiedener Grabtypen
  - Galeriegrab: in den Boden eingetiefte rechteckige Grabkammer mit Zugang über einen Vorraum an einer Schmalseite

### Erhaltene Gräber
| Grab                                                                   | Ort                             | Landkreis | Typ                                      | Anmerkungen | Bild                                               |
| ---------------------------------------------------------------------- | ------------------------------- | --------- | ---------------------------------------- | --- | -------------------------------------------------- |
| Galeriegrab Calden II                                                  | Calden                          | KS        | Galeriegrab (Typ Züschen)                | 1969 entdeckt, Grabung 1990–1992; Station des „Eco Pfads Archäologie Calden“ | Galeriegrab Calden II                              |
| Galeriegrab Ebsdorf                                                    | Ebsdorfergrund, OT Ebsdorf      | MR        | Galeriegrab                              | 1954 von Otto Uenze erwähnt, seitdem nicht wieder aufgefunden, Standort und Erhaltungszustand unbekannt |                                                    |
| Galeriegrab Hülshof                                                    | Hülshof OT von Bad Endbach      | MR        | Großsteingrab?, Steinkiste?, Dolmengrab? | Seiten- und Decksteine vorhanden, wurden verschoben, archäologisch nicht untersucht | Zerstörtes Großsteingrab, Seiten- und Deckensteine |
| Galeriegrab Gleichen                                                   | Gudensberg, OT Gleichen         | HR        | Galeriegrab?                             | oberirdisch nicht sichtbar, nicht untersucht |                                                    |
| Galeriegrab Gudensberg („Lautariusgrab“)                               | Gudensberg                      | HR        | Galeriegrab (Typ Züschen)                | | Großsteingrab Gudensberg                           |
| Galeriegrab Lohra                                                      | Lohra                           | MR        | Galeriegrab (Typ Züschen)                | oberirdisch nicht sichtbar, Grabung 1931 |                                                    |
| Galeriegrab Mensfelden                                                 | Hünfelden, OT Mensfelden        | LM        | Galeriegrab?                             | 2001 entdeckt, oberirdisch nicht sichtbar, nicht untersucht |                                                    |
| Galeriegrab Muschenheim („Heiliger Stein“)                             | Lich, OT Muschenheim            | GI        | Galeriegrab                              | | Heiliger Stein Muschenheim                         |
| Galeriegrab Niedertiefenbach                                           | Beselich, OT Niedertiefenbach   | LM        | Galeriegrab (Typ Züschen)                | nur in Resten erhalten, oberirdisch nicht sichtbar, 1847 entdeckt und stark zerstört, Wiederentdeckung und Grabung 1961                                                                                    |                                                    |
| Galeriegrab Niederzeuzheim                                             | Hadamar, OT Niederzeuzheim      | LM        | Galeriegrab (Typ Züschen)                | Grabungen 1911, 1913 und 1954, Restaurierung 2004 | Galeriegrab Niederzeuzheim                         |
| Großsteingrab Oberzeuzheim II                                          | Hadamar, Stadtteil Oberzeuzheim | LM        | Galeriegrab?                             | künstliche Steinsetzung oder natürliche Formation |                                                    |
| Galeriegrab Schadeck                                                   | Runkel, OT Schadeck             | LM        | Galeriegrab?                             | mögliches Galeriegrab, oberirdisch nicht sichtbar, 1939 entdeckt und untersucht |                                                    |
| Galeriegrab Züschen I (Galeriegrab Lohne, Steinkammergrab von Züschen) | Fritzlar, OT Lohne              | HR        | Galeriegrab (Typ Züschen)                | im 19. Jahrhundert entdeckt, Grabungen 1894, 1939 und 1949, Vermessungen 1974, 2005, 2015 und 2020, 1986 saniert und mit einem Schutzbau versehen, die Wandplatten des Grabs sind mit Zeichnungen versehen | Galeriegrab Züschen I                              |

### Umgesetzte Gräber
| Grab                       | Ort                             | Landkreis | Typ                       | Anmerkungen | Bild                       |
| -------------------------- | ------------------------------- | --------- | ------------------------- | --- | -------------------------- |
| Galeriegrab Calden I       | Calden                          | KS        | Galeriegrab (Typ Züschen) | Entdeckung und Grabung 1948, später umgesetzt; Station des „Eco Pfads Archäologie Calden“ | Galeriegrab Calden I       |
| Galeriegrab Oberzeuzheim I | Hadamar, Stadtteil Oberzeuzheim | LM        | Galeriegrab               | 1985 entdeckt, 1986 ausgegraben, ein Stein verblieb in Oberzeuzheim, die restlichen 23 wurden umgesetzt in den Burggarten neben dem Landschaftsmuseum Westerwald in Hachenburg (Rheinland-Pfalz), wegen eines geplanten Umbaus des Parkgeländes wurde das rekonstruierte Grab im November 2020 abgebaut und ins Zentraldepot der hessenARCHÄOLOGIE nach Wiesbaden verbracht. | Galeriegrab Oberzeuzheim I |

### Zerstörte Gräber
| Grab                                                                                        | Ort                    | Landkreis | Typ                       | Anmerkungen | Bild                                    |
| ------------------------------------------------------------------------------------------- | ---------------------- | --------- | ------------------------- | --- | --------------------------------------- |
| Galeriegrab Altendorf                                                                       | Naumburg, OT Altendorf | KS        | Galeriegrab (Typ Züschen) | 1907 entdeckt und sukzessive abgetragen, Grabung 1934, Türlochstein im Regionalmuseum Wolfhagen                                                                                         | Türlochstein des Galeriegrabs Altendorf |
| Galeriegrab Gießen-Kleinlinden                                                              | Gießen                 | GI        | Galeriegrab?              | Mögliches Galeriegrab, nur durch einen 1882/83 gefundenen und heute verschollenen Türlochstein belegt                                                                                   | Türlochstein von Gießen-Kleinlinden     |
| Galeriegrab Züschen II                                                                      | Fritzlar, OT Züschen   | HR        | Galeriegrab               | im 19. Jahrhundert entdeckt, Steine in den 1880er Jahren gesprengt, Grabungen 1894, 1939 und 1949                                                                                       |                                         |
| Galeriegrab Züschen III (Galeriegrab Lohne-Wehrengrund)                                     | Fritzlar, OT Lohne     | HR        | Galeriegrab (Typ Züschen) | im 19. Jahrhundert entdeckt, um 1900 zerstört, illegale Nachgrabung 1950 |                                         |
| Galeriegrab Züschen IV (Galeriegrab Lohne „Langes Gewände“, Galeriegrab Lohne „Engerheide“) | Fritzlar, OT Lohne     | HR        | Galeriegrab               | 1966 entdeckt, Steine entfernt und am Feldrand gesammelt (mittlerweile verschwunden), eine geomagnetische Prospektion des Standorts im Jahr 2005 erbrachte keine eindeutigen Ergebnisse |                                         |

### Irrtümlich als Galeriegräber geführt
| Grab                         | Ort                     | Landkreis | Typ          | Anmerkungen | Bild |
| ---------------------------- | ----------------------- | --------- | ------------ | --- | ---- |
| Grabhügel von Asbach         | Bad Hersfeld, OT Asbach | HEF       | Grabhügel    | bronzezeitlicher Grabhügel, aufgrund jungsteinzeitlicher Keramikfunde von Raetzel-Fabian als mögliches Galeriegrab oder nichtmegalithisches Kollektivgrab angesehen, die Grabarchitektur schließt das jedoch aus |      |
| „Galeriegrab Bad Vilbel“     | Bad Vilbel              | FB        | Steinsetzung | Steinsetzung aus dem 19. Jahrhundert |      |
| Grabhügel von Willingshausen | Willingshausen          | HR        | Grabhügel    | bronzezeitlicher Grabhügel, wegen der Erwähnung von zwei parallelen Steinreihen als mögliches Galeriegrab angesehen, wahrscheinlich bezieht sich die Angabe aber auf eine randlich im Hügel gelegene Steinkiste  |      |